# Henry Winkler
Henry Franklin Winkler, OBE (Manhattan, 30 de outubro de 1945) é um ator, diretor de cinema, produtor e escritor norte-americano.
Ficou conhecido por seu papel como "Fonzie" na sitcom Happy Days.

## Biografia
Henry Winkler nasceu em 30 de outubro de 1945, em Manhattan, Nova York. Seus pais, Harry Irving e Ilse Anna Maria Winkler, eram imigrantes judeus que fugiram do holocausto na Alemanha, migrando para os EUA em 1939. Seu pai era presidente de uma empresa madeireira internacional, e sua mãe trabalhava ao lado de seu pai. Após graduar-se na High School McBurney, Winkler foi capaz de incorporar a sua dislexia ao sucesso no ensino superior. Estudou drama na Emerson College em Boston e ganhou um diploma na Escola Yale de Drama.

## Vida pessoal
É casado com Stacey Weitzman desde 5 de maio de 1978, com quem teve dois filhos Zoe Emily (n. 1980) e Max Daniel (n. 18 de agosto de 1983), e um enteado, Jed, do casamento de Stacey com Howard Weitzman. Ele é padrinho da atriz Bryce Dallas Howard, filha de seu amigo e diretor Ron Howard, que atuou com ele em Happy Days.

## Carreira

### Happy Days

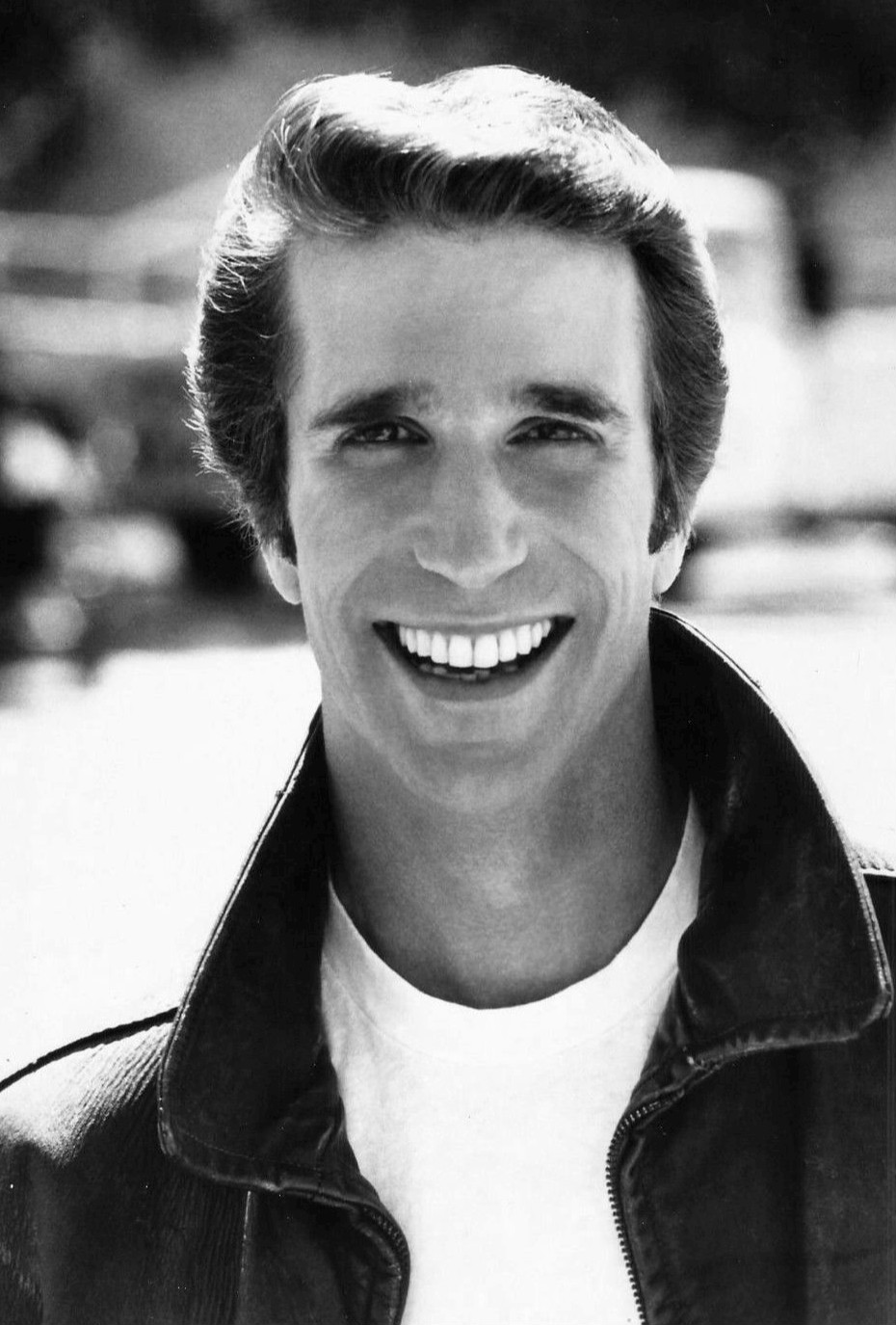
Henry em Happy Days, 1977.

O primeiro papel de Henry Winkler foi como um tubo de pasta de dente em uma peça teatral sobre higiene na Hilltop Nursery School. Winkler continuou participando de muitas produções da escola e sonhava em se tornar um ator profissional. Em 1973, com poucos papéis em filmes e diversos comerciais em seu currículo, o ator se mudou para a Califórnia. Lá fez participações especiais em The Mary Tyler Moore Show e The Bob Newhart Show, antes de interpretar o maior papel de sua carreira em Happy Days. Durante os 10 anos em que participou dessa série, também atuou nos filmes Heroes (br: Heróis sem causa), The One and Only (br: Um grande gozador) e Night Shift (br: Corretores do amor).

### PósHappy Days
Depois de Happy Days, o ator passou a focar em sua carreira de produtor e diretor. Produziu diversos longas e programas de TV incluindo MacGyver, So Weird e Mr. Sunshine. Entre seus últimos trabalhos para a televisão está a série Arrested Development, além de participações especiais em South Park, The Practice, The Simpsons, Law & Order: Special Victims Unit, Third Watch, Crossing Jordan e King of the Hill. Dirigiu filmes como Memories of Me (br: Recordações de minha vida) e Cop and a Half (br: Um tira e meio).

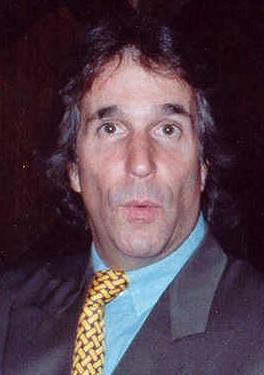
Winkler em Setembro de 1990

### Retorno ao cinema
Na década de 90, Winkler voltou a atuar em Scream (br: Pânico) e The Waterboy (br: O rei da água).
Em seguida, atuou em Down to You (br: Louco por você), Little Nicky (br: Um diabo diferente), Holes (br: O mistério dos escavadores), Click, I Could Never Be Your Woman (br: Nunca é tarde para amar), You Don't Mess with the Zohan (br: Zohan - O agente bom de corte) e Here Comes the Boom (br: Professor Peso Pesado).

## Livros

### Hank Zipzer
Winkler também publicou 17 livros que trazem a história de Hank Zipzer, um menino disléxico que tenta lidar com sua condição. As histórias tem como base as experiências de Winkler quando criança.

## Condecorações

### OBE
Em Setembro de 2011, Henry Winkler foi agraciado com a medalha da Ordem do Império Britânico (OBE) por seu trabalho de conscientização sobre a dislexia, condição com a qual conviveu durante toda sua infância mas que somente foi diagnosticada em 1976, aos 31 anos.
Desde então, o ator, produtor e diretor vem percorrendo escolas e instituições dedicadas à infância e juventude na Grã-Bretanha e nos EUA, para fazer palestras sobre a dislexia e a melhor forma de se lidar com ela.

## Filmografia
- 1974 - Crazy Joe (br: O mafioso rebelde)
- 1974 - The Lords of Flatbush (br: Os lordes de flatbush)
- 1975 - Katherine
- 1977 - Heroes (br: Heróis sem causa)
- 1978 - The One and Only (br: Um grande gozador)
- 1982 - Night Shift (br: Corretores do amor)
- 1983 - Starflight: The Plane That Couldn't Land (br: Rota de perigo)
- 1985 - The Sure Thing (br: Garota sinal verde)
- 1985 – Young Sherlock Holmes (br: O enigma da pirâmide)
- 1986 - A Smoky Mountain Christmas (Diretor)
- 1988 - Memories of Me (br: Recordações de minha vida) (Diretor)
- 1993 - Cop and a Half (br: Um tira e meio) (Diretor)
- 1994 - One Christmas (br: O poder do natal)
- 1996 - Scream (br: Pânico)
- 1997 - Hostage High (br: Operação alvo em fúria)
- 1998 - Ground Control (br: Pânico no ar)
- 1998 - The Waterboy (br: O rei da água)
- 1999 - P.U.N.K.S. (br: Espiões mirins)
- 2000 - Down to You (br: Louco por você)
- 2000 - Little Nicky (br: Little Nick - Um diabo diferente)
- 2003 - Holes (br: O mistério dos escavadores)
- 2005 - The Kid & I (br: O garoto & eu)
- 2006 - Click
- 2007 - I Could Never Be Your Woman (br: Nunca é tarde para amar)
- 2008 - War, Inc. (br: Guerra S.A. - faturando alto)
- 2008 - You Don't Mess with the Zohan (br: Zohan - O agente bom de corte)
- 2008 - Merry Christmas, Drake & Josh (br: Feliz natal, drake & josh)
- 2012 - Here Comes the Boom (br: Professor Peso Pesado)

## Televisão
- 1974-1984 - Happy Days
- 1985-1992 - MacGyver (Produtor)
- 1994 - 'Weezer: Buddy Holly
- 1997-2004 - The Practice
- 2003-2006 - Arrested Development
- 2005-2006 - Out of Practice
- 2008-2009 - Numb3rs
- 2010 - Royal Pains
- 2010 - Childrens Hospital
- 2013-2015 - Parks and Recreation

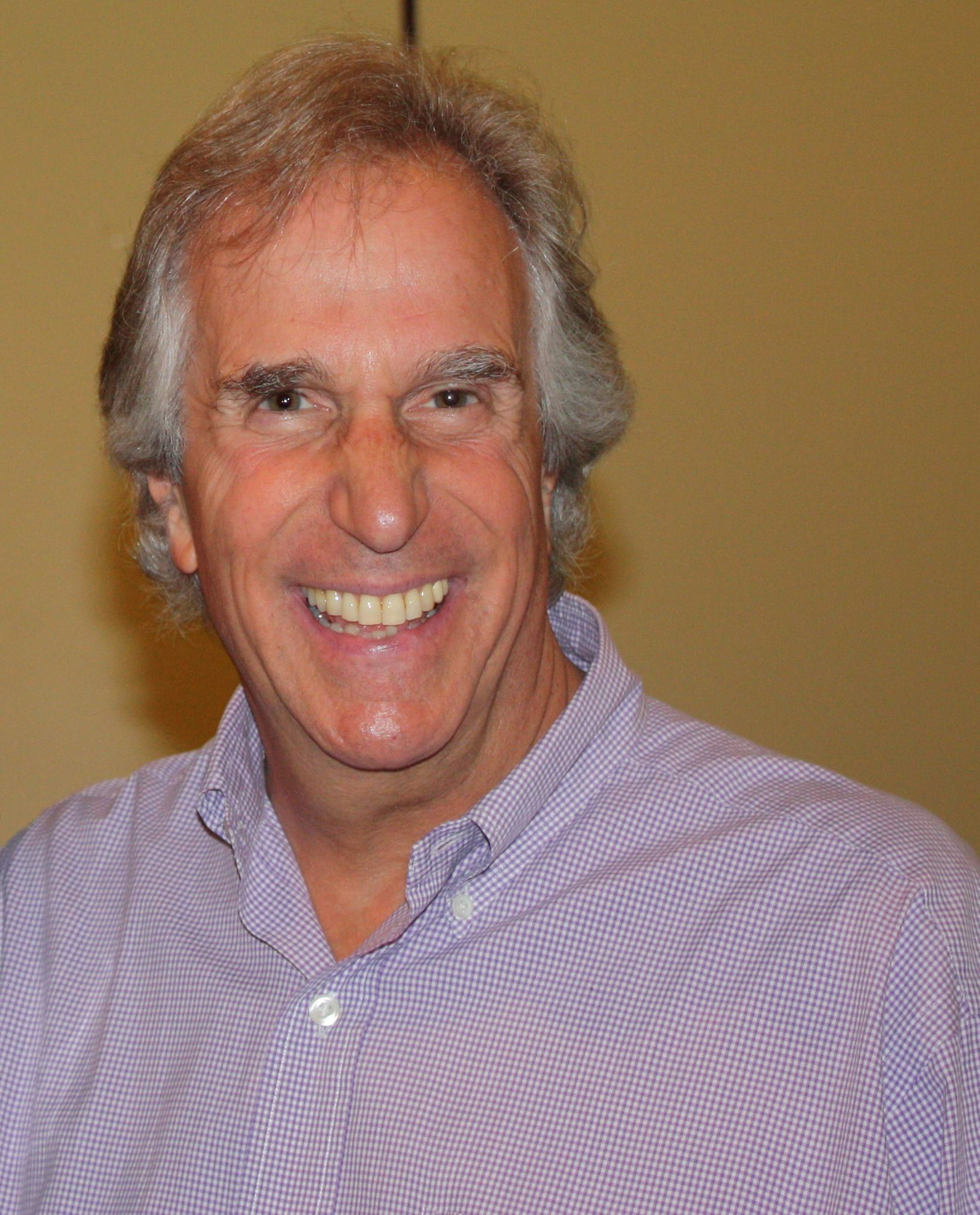
Winkler em Agosto de 2008

- 2016 - MacGyver (Refilmagem) (Produtor)
- 2018 - Barry

## Prêmios e indicações
Globo de Ouro (EUA)
- Venceu na categoria Melhor Ator (série cómica/musical), por "Happy Days" em 1976 e 1977.
- Recebeu uma indicação a Melhor Ator (filme dramático), por "Heroes", em 1978.
- Recebeu uma indicação a Melhor Ator (comédia/musical), por "Night Shift", em 1983.

Primetime Emmy Awards (EUA)
- Recebeu três indicações a Melhor Ator (série cómica), por "Happy Days" em 1976, 1977 e 1978.
- Recebeu uma indicação a Melhor Documentário, por "Who Are the DeBolts? And Where Did They Get Nineteen Kids?", em 1979.
- Recebeu uma indicação a Melhor Ator (convidado), por "The Practice", em 1997.

Critics' Choice Television Awards (EUA)
- Venceu na categoria de Melhor Ator Coadjuvante em Série de Comédia, por "Barry", em 2023.